# Аджария
Аджа́рия (груз. აჭარა, Ačʼara), Аджа́рская Автоно́мная Респу́блика (груз. აჭარის ავტონომიური რესპუბლიკა, Ач’арис автономиури республика) — исторический, географический и политико-административный регион на крайнем юго-западе Грузии.
Образована 16 июля 1921 года как Аджарская АССР. Стала одной из двух (вторая — Горный Бадахшан) в номинально атеистическом СССР автономий, основанных не на национальном, а на религиозном принципе. Современное название — с 1990 года. Столица Аджарии, Батуми, является основными морскими воротами Грузии. В приморской зоне (населённые пункты Кобулети, Махинджаури, Гонио, Сарпи и другие) расположены санаторно-лечебные учреждения, в основном созданные в советский период. Действуют горные курорты.
Основное население Аджарии — аджарцы, этнографическая группа грузинского народа, некоторая часть которых подверглась исламизации в период пребывания под властью Османской империи.

## История
Впервые территория Аджарии была заселена ещё в каменном веке, что подтверждается археологическими находками возле горного курорта Бешуми. Бассейн реки Чолоки являются одним из главных очагов мировой металлургии. На территории встречается множество памятников бронзового и раннежелезного периодов, в частности, многочисленные артефакты колхидской культуры, носителями которой были древнегрузинские племена колхи.
Аджария с древнейших времён и до наших дней населена картвелами, которые являются аборигенами данной территории. В середине II тысячелетия до нашей эры на территории Западной Грузии и, в частности, Аджарии возникло Колхидское государство, одно из первых грузинских государственных образований в истории и одна из древнейших держав мира.
В конце X века до н. э. колхи присоединяют к своей стране также населенную картвелами область Диаоха (Южная Грузия), однако южную её часть захватывает новообразованное государство Урарту, вызвав этим ряд вооруженных столкновений между двумя царствами. Известно, что в период длительных колхско-урартрийских войн (IX столетие до нашей эры) Аджария вместе с рядом южноколхских земель (Диаохи, Шавшети, Кола) подвергалась многочисленным вторжениям урартрийцев, пытавшихся завоевать выход к Чёрному морю. В этой связи следует сказать, что Аджария была одной из важнейших провинций Колхидского царства, а на её территории находился ряд стратегических крепостей, в частности, главная цитадель древних грузинских племён колхов на юге — крепость Гонио, первое упоминание которой принадлежит Плинию Младшему (I век н. э.).
После катастрофического нашествия северных кочевников скифов и киммерийцев (VIII век до нашей эры) Колхидская держава пришла в упадок, а на месте её древних приморских греческие колонисты стали строить свои торговые полисы. Таким образом, в начале VII века до н. э. был основан Батуми, ныне столица и главный порт Аджарии, а также третий по величине город Грузии. На обломках распавшегося колхидского государства в середине VII века до н. э. местные колхские племена образуют формально независимое царство Гениохов и Меланхленов, которое было ликвидировано уже в начале VI века до н. э., когда Колхида возродилась, объединившись в Новоколхидское царство под властью старой династии Аэтидов со столицей в Кутаиси.
В период с VI по IV века до нашей эры большая часть нынешней Аджарии находилась в составе Новоколхидского царства, однако её южные районы вместе с остальной Южной Грузией были завоёваны персами и включены ими в 19-ю сатрапию империи Ахеменидов. В IV веке до н. э. в Восточной Грузии возникает ещё одно крупное картвельское государственное образование — Картлийское царство или Иберия со столицей во Мцхета, которое ставит целью объединение всех грузин в рамках единого государства. В этой связи Иберия начала активно конкурировать с Новоколхидским царством за первенство среди картвельских царств. Сначала Аджария вместе с рядом других колхских земель (Арагвети, Сванетия), а затем и вся остальная Колхида мирно перешли под юрисдикцию усиливающейся Иберии и стали частью единого грузинского государства (в письменных грузинских источниках первое упоминание Аджарии, как части Картлийского царства, (груз. დიდ აჯარა; [Дид Аджара] «Большая Аджария») встречается уже в III веке до н. э.) С этого времени местное население постепенно перестало использовать колхский язык, относившийся к мегрело-лазской подгруппе картвельских языков и стало использовать исключительно древнегрузинский язык, из которого впоследствии и возник аджарский диалект грузинского языка, на котором аджарцы говорят по сей день.
По легенде, из Аджарии началась проповедь христианства в Иберии (Грузии) — после прихода апостола Андрея Первозванного.
После 1878 года Аджария как Батумская область вошла в состав Российской империи. Весной 1918 года, после эвакуации русской армии, Аджария была оккупирована Османской империей. В 1919 году после окончания Первой мировой войны в Батуми высадился британский десант.
После установления 25 февраля 1921 года советской власти в Грузии, турецкие войска по приглашению бежавшего в Батум правительства Республики Грузии 11 марта 1921 года заняли Батумскую область. По подписанному в Москве 16 марта 1921 года Договору о дружбе и братстве между Турцией и РСФСР Турция признала право ССР Грузии на северную часть Батумской области с городом Батумом. 17 марта 1921 года в Батуме началось организованное большевиками восстание против правительства Грузии, которое в ночь с 17 на 18 марта бежало, была провозглашена советская власть, 19 марта 1921 года в Батум вступила 18-я кавалерийская дивизия РККА РСФСР. Турецкие войска отошли на линию границы, описанную в российско-турецком Московском договоре 1921 года (подтверждена как государственная граница ССР Грузии 13 октября 1921 года Карсским договором).
16 июля 1921 года Революционный комитет ССР Грузии издал декрет об образовании Автономной Социалистической Советской Республики Аджаристан в составе ССР Грузии как автономии грузин-мусульман. 5 декабря 1936 года она была переименована в Аджарскую Автономную Советскую Социалистическую Республику.
В 1991 году председателем Верховного совета Аджарской Автономной Республики стал Аслан Абашидзе. После начала гражданской войны он создал собственную армию в качестве противовеса вооружённым группировкам, объединявших сторонников и противников Звиада Гамсахурдии. В отличие от руководства Абхазии и Южной Осетии, Абашидзе не пытался добиваться независимости Аджарии и развивал её как «свободную экономическую зону» с правом оставления таможенных сборов в республике, а в 2000 году добился внесения в Конституцию Грузии особого государственного статуса Аджарии. Фактически он являлся полунезависимым правителем республики. Кроме того, в Батуми располагалась 145-я мотострелковая дивизия ВС России, с руководством которой Абашидзе поддерживал дружеские отношения. До 1999 года ему помогали также российские погранвойска, но после их ухода он начал подготовку собственных пограничников. В связи с присутствием в Аджарии 12-й военной базы ВС России у российского руководства имелся реальный механизм если не влияния, то, по меньшей мере, контроля ситуации в аджарском регионе. Грузия же стремилась вернуть влияние на Батуми. В начале 1990-х руководитель Аслан Абашидзе прибегал к помощи военных 145-й мотострелковой дивизии для защиты автономии от центральных властей Грузии. Демонстрация силы на границе Аджарии предотвратила попытки интеграции полунезависимой республики в состав Грузии.
Противоречия между региональными властями и новыми центральными властями Грузии достигли высокого уровня и вылились в ожесточённое противостояние. Масштабный вооружённый конфликт в автономной республике был предотвращён в результате переговоров между Россией и Грузией. В Аджарию отправился секретарь Совета Безопасности России Игорь Иванов. В ночь с 5 на 6 мая 2004 года Аслан Абашидзе вместе с сыном Георгием покинули Аджарию, вылетев с секретарём Совета Безопасности России в Москву. Аджарский кризис завершился полным подчинением автономии столичным властям.

## География
На юге граничит с Турцией (на протяжении 121 км), с запада и северо-запада омывается Чёрным морем. Площадь Аджарии — 2,9 тысячи квадратных километров, население — свыше 330 тысяч человек (в основное население аджарцы). Территория Аджарии по особенностям природных условий делится на две части — приморскую и нагорную.

### Климат
Приморская Аджария отличается характерной для субтропической зоны высокой среднегодовой температурой (+14,5 градуса, при этом температура самого холодного месяца зимы — января — составляет +6,5 градусов), обилием осадков (в среднем 2500 мм в год) и солнечных дней. Субтропики прибрежной Аджарии относятся к влажному подтипу и отличаются от сухих средиземноморских субтропиков в Северном и Западном Причерноморье.
В нагорной Аджарии влияние Чёрного моря из-за горных преград ослаблено, поэтому воздух здесь отличается большей сухостью. Средняя высота гор — 2000—3500 м. Через перевал Годерс (2025 м) проходит автомобильная дорога государственного значения Батуми — Ахалцихе. В Хуло, на высоте 920 м над уровнем моря, средняя температура в январе составляет +1 градус, в июле +19 градусов.

### Гидрография
Все реки Аджарии относятся к Черноморскому бассейну. Самая полноводная река — Чорохи, устье которой расположено в Грузии (протяжённость русла реки Чорохи на территории Аджарии — 26 км), также на территорий Аджарии есть два притока реки Чорохи — Аджарисцкали и Мачахела. В Чёрное море непосредственно впадают реки Кинтриши, Чаквисцкали, Королисцкали. Горные реки Аджарии имеют высокий гидроэнергетический потенциал (до 1,2 млрд КВт).

### Флора и фауна
Уникальна и разнообразна флора и фауна Аджарии. Особенности местного растительного мира связаны с тем, что в ледниковый период Колхида явилась пристанищем древнейших реликтов. Вместе с тем, значительная часть реликтов местного колхидского происхождения, часть из них эндемична. Флора Аджарии насчитывает около 1700 видов растений. Из них в Красную книгу Грузии внесён 41 вид. Леса занимают площадь 186 965 га, причём лесистость составляет 65,1 %, тогда как в целом по Грузии этот показатель равен 39,6 %, в мире — 27 %, а в соседней Турции — 11 %. Свыше 60 % лесов расположены на высоте более 1000 м над уровнем моря. В основном распространены лиственные (бук, дуб) и хвойные (ель, сосна, пихта) леса. Для охраны ценной охотничьей, промысловой и полезной фауны образован Кинтришский заповедник.

### Полезные ископаемые
Полезные ископаемые Аджарии богаты и разнообразны — залежи меди и полиметаллов (Вараза, Оболо-Канли-Каиа, Цкалбокела, Верхнала, Велибури, Ваио), содержащие драгоценные и редкие элементы; месторождения стройматериалов, цветных и поделочных камней, минеральные и пресные воды.
На прибрежной полосе Чёрного моря, на отрезке Кобулети — Чолоки, имеются магнитные пески.
Из химического сырья следует отметить серный колчедан и многочисленные проявления алунита.
Широко распространены горные породы, которые можно использовать для строительных целей. Это разного рода вулканические и интрузивные породы: андезиты, базальты, сиениты, дациты и другие. С древнейших времён природные камни использовались для церковного и гражданского строительства.
На Черноморском шельфе есть перспективы обнаружения нефтяных и газовых месторождений. Обнаружены несколько перспективных структур, которые находятся в море на глубине от 50 до 1500 метров.

## Административное деление
Аджария состоит из пяти муниципалитетов (до 2006 года — районов) и 1 города республиканского значения (Батуми).
| Муниципалитет               | площадь, км² | население перепись 2002, чел. | население перепись 2014, чел. | население оценка 2018, чел. | центр                         |
| --------------------------- | ------------ | ----------------------------- | ----------------------------- | --------------------------- | ----------------------------- |
| Батуми, город               | 65           | 121 806                       | 152 839                       | 163 400                     | г. Батуми                     |
| Кедский муниципалитет       | 452          | 20 024                        | 16 760                        | 16 800                      | пгт Кеда                      |
| Кобулетский муниципалитет   | 720          | 88 063                        | 74 794                        | 73 400                      | г. Кобулети                   |
| Хелвачаурский муниципалитет | 365          | 90 843                        | 51 189                        | 52 100                      | б. пгт Хелвачаури (г. Батуми) |
| Хулойский муниципалитет     | 710          | 33 430                        | 23 327                        | 25 500                      | пгт Хуло                      |
| Шуахевский муниципалитет    | 588          | 21 850                        | 15 044                        | 15 100                      | пгт Шуахеви                   |
| Аджария, всего              | 2899         | 376 016                       | 333 953                       | 346 300                     | г. Батуми                     |

Города:
- Батуми (152 839 чел., перепись 2014 г.),
- Кобулети (16 546 чел.).

Посёлки городского типа:
- Чакви (6720 чел., перепись 2014 года),
- Очхамури (5355 чел.),
- Кеда (1510 чел.),
- Хуло (1007 чел.),
- Шуахеви (797 чел.).

## Население
По состоянию на 1 января 2018 года численность населения Аджарии составила 346 300 жителей, на 1 января 2014 года — 396 600 жителей
Население республики по переписи населения 2014 года составило 333 953 человека, по переписи 2002 года — 376 016 человек (среди которых 93,4 % — грузины (аджарцы), 2,4 % — русские, 2,3 % — армяне, 0,6 % — греки, 0,4 % — абхазы, 0,9 % — другие).
Национальный состав края
 (перепись 2014 года)
|               | чел.    | %        |
| ------------- | ------- | -------- |
| всего         | 333 953 | 100,00 % |
| Грузины       | 320 742 | 96,04 %  |
| Армяне        | 5461    | 1,64 %   |
| Русские       | 3679    | 1,10 %   |
| Украинцы      | 793     | 0,24 %   |
| Греки         | 575     | 0,17 %   |
| Турки         | 429     | 0,13 %   |
| Азербайджанцы | 340     | 0,10 %   |
| Абхазы        | 297     | 0,09 %   |
| Цыгане (боша) | 138     | 0,04 %   |
| Ассирийцы     | 131     | 0,04 %   |
| Осетины       | 101     | 0,03 %   |
| Езиды         | 81      | 0,02 %   |
| Евреи         | 72      | 0,02 %   |
| другие        | 1114    | 0,33 %   |

### Народы
Национальный состав населения Аджарии и его муниципалитетов (перепись населения 2014)
| Край, муниципалитет | всего   | грузи- ны | %       | армя- не | %      | рус- ские | %      | ук- раин- цы | %      | гре- ки | %      | Тур- ки | %      | азер- байд- жанцы | %      | абха- зы | %      | Цы- гане | %      | дру- гие | %      |
| ------------------- | ------- | --------- | ------- | -------- | ------ | --------- | ------ | ------------ | ------ | ------- | ------ | ------- | ------ | ----------------- | ------ | -------- | ------ | -------- | ------ | -------- | ------ |
| Аджария, всего      | 333 953 | 320 742   | 96,04 % | 5461     | 1,64 % | 3679      | 1,10 % | 793          | 0,24 % | 575     | 0,17 % | 429     | 0,13 % | 340               | 0,10 % | 297      | 0,09 % | 138      | 0,04 % | 1499     | 0,45 % |
| Батуми, город       | 152 839 | 142 691   | 93,36 % | 4636     | 3,03 % | 2889      | 1,89 % | 628          | 0,41 % | 289     | 0,19 % | 0       | 0,00 % | 269               | 0,18 % | 229      | 0,15 % | 1        | 0,00 % | 1207     | 0,79 % |
| Кедский м-т         | 16 760  | 16 747    | 99,92 % | 1        | 0,01 % | 5         | 0,03 % | 3            | 0,02 % | 0       | 0,00 % | 1       | 0,01 % | 0                 | 0,00 % | 2        | 0,01 % | 0        | 0,00 % | 1        | 0,01 % |
| Кобулетский м-т     | 74 794  | 72 624    | 97,10 % | 696      | 0,93 % | 666       | 0,89 % | 129          | 0,17 % | 267     | 0,36 % | 6       | 0,01 % | 40                | 0,05 % | 11       | 0,01 % | 137      | 0,18 % | 218      | 0,29 % |
| Хелвачаурский м-т   | 51 189  | 50 811    | 99,26 % | 125      | 0,24 % | 110       | 0,21 % | 28           | 0,05 % | 18      | 0,04 % | 1       | 0,00 % | 19                | 0,04 % | 52       | 0,10 % | 0        | 0,00 % | 25       | 0,05 % |
| Хулойский м-т       | 23 327  | 23 105    | 99,05 % | 1        | 0,00 % | 7         | 0,03 % | 3            | 0,01 % | 1       | 0,00 % | 151     | 0,65 % | 12                | 0,05 % | 2        | 0,01 % | 0        | 0,00 % | 45       | 0,19 % |
| Шуахевский м-т      | 15 044  | 14 764    | 98,14 % | 2        | 0,01 % | 2         | 0,01 % | 2            | 0,01 % | 0       | 0,00 % | 270     | 1,79 % | 0                 | 0,00 % | 1        | 0,01 % | 0        | 0,00 % | 3        | 0,02 % |

Межэтнические отношения в республике носят спокойный характер, хотя в постсоветские годы произошёл массовый отток населения за рубеж, снизилась доля русскоязычного населения.
По переписи 1989 года:
- Грузины 82,8 %
- Русские 7,7 %
- Армяне 4,0 %
- Прочие 5,5 %[16]

Этнографически аджарцы, как относительно самостоятельная этническая группа, сформировались в период между XV—XIX веками, на базе исламизированных, но не до конца отуреченных грузин Османской империи. Переход Аджарии под юрисдикцию Российской империи положил конец этому процессу тюркизации. До 1926 года общепринятым для описания аджарцев был термин грузины-мусульмане. В ходе переписи населения 1926 году молодая советская власть в республике впервые ввела термин аджарцы для описания местных грузин-мусульман, насчитав 71 498 аджарца. Поскольку основным индикатором аджарской национальности была религия (ислам), а советское правительство в 1939—1989 годах официально придерживалось политики секуляризации и/или атеизма, данные по аджарцам не собирались. Они официально причислялись к грузинам, хотя по договору с Турцией Аджария формально получила автономный статус со столицей в г. Батуми, который сохранялся на протяжении всего советского и постсоветского периода. В условиях независимой Грузии аджарцы по-прежнему причисляются к грузинам и составляют 96,0 % населении республики Аджария (333 тысяч человек), где крупнейшим этническим меньшинством являются армяне (1,6 % или 5,5 тысяч) и русские (1,1 % или 3,7 тысяч). Исторически значительны были межэтнические контакты аджарцев с армянами, греками (в особенности понтийцами) и так далее. Данные о религиозной принадлежности аджарцев ранее определялись в ходе общественных опросов, лишь в ходе переписи 2002 года были установлены точные цифры.

### Религия
В годы османской власти, как и другие крипто-христиане, аджарцы смешивали ислам и православие в быту. Массовая рехристианизация грузинского населения Аджарии в 1990-х и 2000-х, которую поощряла Грузинская православная церковь, привела к тому, что ныне соотношение христиан и мусульман в Аджарии составляет 55 % к 40 %, хотя ещё в конце 1980-х преобладали мусульмане (70 %).
По данным переписи населения 2014 года:
- 51,5 % населения Аджарии — приверженцы Грузинской Православной Церкви,
- 45,8 % — мусульмане-сунниты,
- 0,3 % — приверженцы Армянской Апостольской Церкви,
- 0,04 % — католики,
- 5,4 % — атеисты и прочие.

## Главы

### Председатели верховного совета
- Аслан Абашидзе 1991 год — 2001 год
- Михаил Махарадзе 20 июня 2004 — 28 октября 2012 года
- Автандил Беридзе 28 октября 2012 — 28 ноября 2016 года
- Давид Габаидзе с 28 ноября 2016 года

### Глава автономии
- Аслан Абашидзе 2001 год — 5 мая 2004 года

### Председатели правительства
- Леван Варшаломидзе 20 июля 2004 года — 30 октября 2012 года
- Арчил Хабадзе 30 октября 2012 — 6 июля 2016 года
- Зураб Патарадзе 15 июля 2016 — 4 июля 2018 года
- Торнике Рижвадзе 21 июля 2018 — 4 апреля 2025 года
- Сулхан Тамазашвили с 7 апреля 2025 года

## Общая карта
Условные обозначения:
|  | Центр автономной республики, более 100 000 чел. |
|  | от 10 000 до 25 000 чел.                        |
|  | от 5000 до 10 000 чел.                          |
|  | от 2000 до 5000 чел.                            |
|  | от 1000 до 2000 чел.                            |
|  | от 500 до 1000 чел.                             |